# Gasværket (dokumentarfilm)
 For alternative betydninger, se Gasværket. (Se også artikler, som begynder med Gasværket)
Gasværket er en dansk dokumentarfilm fra 1944 instrueret af Arne Laugsand efter eget manuskript.

## Handling
I laboratoriet vises, hvordan et gasværk er indrettet, og filmen fører derpå tilskuerne gennem det rigtige gasværk og fortæller om dets indretning og om alle de produkter, som udgår herfra.